# Mary Holland
Mary Courtney Holland (24 de junio de 1985) es una actriz y comediante estadounidense, reconocida principalmente por interpretar el papel de Shelly en la serie de Starz Blunt Talk.

## Carrera
Holland creció en Galax, Virginia. Inició estudios de actuación en la compañía de teatro Upright Citizens Brigade.
En 2015, Holland integró el reparto de la serie de Starz Blunt Talk, interpretando el papel de Shelly Tinkle hasta la cancelación del seriado luego de dos temporadas. En 2016 fue escogida para integrar el elenco de la serie de HBO Veep y más adelante de la película de Brie Larson Tienda de unicornios.

## Filmografía

### Cine
| Año  | Título                           | Papel            | Notas |
| ---- | -------------------------------- | ---------------- | ----- |
| 2016 | Mike and Dave Need Wedding Dates | Becky            |       |
| 2017 | And Then There Was Eve           | Laura            |       |
| 2017 | Unicorn Store                    | Joanie           |       |
| 2018 | The Package                      | Enfermera        |       |
| 2019 | Greener Grass                    | Kim Ann          |       |
| 2019 | Good Posture                     | Pauline          |       |
| 2020 | Happiest Season                  | Jane Caldwell    |       |
| 2023 | Maggie Moore(s)                  | Maggie Lee Moore |       |
| 2024 | Nightbitch                       | Miriam           |       |
| 2024 | Self Reliance                    | TBA              |       |

### Televisión
| Año       | Título                                             | Papel           | Notas                                         |
| --------- | -------------------------------------------------- | --------------- | --------------------------------------------- |
| 2013–2016 | Comedy Bang! Bang!                                 | Varios          | 6 episodios                                   |
| 2014      | Silicon Valley                                     | Sherry          | Episodio: "Proof of Concept"                  |
| 2014      | The Birthday Boys                                  | Varios          | Episodio: "Cerf's Folly"                      |
| 2015      | Parks and Recreation                               | Victoria Herzog | Episodio: "Ron & Jammy"                       |
| 2015–2016 | Blunt Talk                                         | Shelly Tinkle   | 19 episodios                                  |
| 2015      | The Mindy Project                                  | Madre           | Episodio: "Jody Kimball-Kinney Is My Husband" |
| 2015      | Truth Be Told                                      | Amy             | Episodio: "The Ecosystem"                     |
| 2016      | It's Always Sunny in Philadelphia                  | Blair           | Episodio: "Dee Made a Smut Film"              |
| 2016–2018 | Animals.                                           | Varios          | 7 episodios                                   |
| 2016      | The Good Place                                     | Paula Ouncerock | Episodio: "What We Owe to Each Other"         |
| 2016      | Mr. Neighbor's House                               | Lady            | Especial para TV                              |
| 2016–2017 | The UCB Show                                       | Varios          | 3 episodios                                   |
| 2017      | Michael Bolton's Big, Sexy Valentine's Day Special | Dianne          | Especial de variedades                        |
| 2017      | New Girl                                           | Gil             | Episodio: "Young Adult"                       |
| 2017      | Shrink                                             | Rachel          | 8 episodios                                   |
| 2017      | Brooklyn Nine-Nine                                 | Tricia          | Episodio: "Moo Moo"                           |
| 2017      | Veep                                               | Shawnee Tanz    | 5 episodios                                   |
| 2017      | Bajillion Dollar Propertie$                        | Missy           | Episodio: "A Divided House"                   |
| 2017      | Dice                                               | Trudy           | 2 episodios                                   |
| 2018      | Crazy Ex-Girlfriend                                | Vendedora       | Episodio: "Trent?!"                           |
| 2018      | Craig of the Creek                                 | Maney           | 2 episodios                                   |
| 2018      | American Housewife                                 | Ashley Clark    | Episodio: "Sliding Sweaters"                  |
| 2018      | Mr. Neighbor's House 2                             | Lady            | Especial para TV                              |
| 2018      | Happy Together                                     | Suzanne         | Episodio: "Pilot"                             |
| 2018      | Fresh Off the Boat                                 | Cindy           | Episodio: "Cousin Eddie"                      |
| 2019      | Speechless                                         | Caroline        | Episodio: "THE S-T-A-- STAIRCASE"             |
| 2019      | Abby's                                             | Sharon          | Episodio: "The Fish"                          |